# شاير (شركة دوائية)
شاير (بالإنجليزية: Shire)‏ كانت شركة دوائية إنجليزية التأسيس وكانت مسجلة في جيرزي ومتخصصة في المستحضرات الدوائية الحيوية.
تأسست الشركة في سنة 1986؛ وكان لها منتجات في أكثر من 100 دولة في مجال إنتاج أدوية وعقاقير لعلاج مجالات مختلفة تتضمن علم الدم وعلم المناعة والعلوم العصبية، بالإضافة إلى أمراض الجهاز الهضمي وغيرها.
استَحوَذَت شركة شاير على شركة فيروفارما [الإنجليزية] (ViroPharma) في نوفمبر من سنة 2014 مقابل 4.2 بليون دولار. ثم لم تلبث إلا أن استُحوِذَت هي نفسها من قبل شركة تاكيدا الدوائية في يناير 2019.